# Anniina Ahtosalo
Anniina Ahtosalo (født 27. august 2003) er en cykelrytter fra Finland, der kører for Uno-X Mobility.